# Copa América CAF7 2017
Copa América CAF7 2017 bylo 1. ročníkem Copa América CAF7 a konalo se v ekvádorském hlavním městě Quito v období od 8. do 10. prosince 2017. Účastnilo se ho 8 týmů, které byly rozděleny do 2 skupin po 4 týmech. Ze skupiny pak postoupily do vyřazovací fáze nejlepší 4 celky. Vyřazovací fáze zahrnovala 3 zápasy. Ve finále zvítězili reprezentanti Argentiny, kteří porazili výběr Ekvádoru 4:3.

## Stadion
Turnaj se hrál na jednom stadionu v jednom hostitelském městě: Estadio Quito (Quito).
| Quito         |
| ------------- |
| Estadio Quito |
| Quito         |

## Skupinová fáze
| Vysvětlivky                     |
| ------------------------------- |
| Tým postupující do semifinále   |
| Vítěz zápasu je tučně zvýrazněn |

#### Skupina A
| Tým       | Z | V | R | P | VG | IG | +/− | B |
| --------- | - | - | - | - | -- | -- | --- | - |
| Venezuela | 3 | 2 | 1 | 0 | 7  | 3  | +4  | 7 |
| Mexiko    | 3 | 2 | 0 | 1 | 16 | 8  | +8  | 6 |
| Kolumbie  | 3 | 1 | 1 | 1 | 8  | 7  | +1  | 4 |
| Brazílie  | 3 | 0 | 0 | 3 | 6  | 19 | −13 | 0 |

| 8. prosince 2017 18:00 |       |          |                      |
| Venezuela              | 3 : 0 | Brazílie | Estadio Quito, Quito |
|                        |       |          | Estadio Quito, Quito |

| 9. prosince 2017 9:00 |       |        |                      |
| Kolumbie              | 1 : 4 | Mexiko | Estadio Quito, Quito |
|                       |       |        | Estadio Quito, Quito |

| 9. prosince 2017 12:00 |       |          |                      |
| Brazílie               | 3 : 7 | Kolumbie | Estadio Quito, Quito |
|                        |       |          | Estadio Quito, Quito |

| 9. prosince 2017 13:00 |       |        |                      |
| Venezuela              | 4 : 3 | Mexiko | Estadio Quito, Quito |
|                        |       |        | Estadio Quito, Quito |

| 9. prosince 2017 16:00 |       |           |                      |
| Kolumbie               | 0 : 0 | Venezuela | Estadio Quito, Quito |
|                        |       |           | Estadio Quito, Quito |

| 9. prosince 2017 19:00 |       |        |                      |
| Brazílie               | 3 : 9 | Mexiko | Estadio Quito, Quito |
|                        |       |        | Estadio Quito, Quito |

#### Skupina A'
| Tým       | Z | V | R | P | VG | IG | +/− | B |
| --------- | - | - | - | - | -- | -- | --- | - |
| Argentina | 3 | 2 | 1 | 0 | 7  | 3  | +4  | 7 |
| Ekvádor   | 3 | 2 | 0 | 1 | 16 | 8  | +8  | 6 |
| Uruguay   | 3 | 1 | 1 | 1 | 8  | 7  | +1  | 4 |
| Peru      | 3 | 0 | 0 | 3 | 6  | 19 | −13 | 0 |

| 8. prosince 2017 19:00 |       |      |                      |
| Uruguay                | 2 : 1 | Peru | Estadio Quito, Quito |
|                        |       |      | Estadio Quito, Quito |

| 8. prosince 2017 20:00 |       |           |                      |
| Ekvádor                | 2 : 3 | Argentina | Estadio Quito, Quito |
|                        |       |           | Estadio Quito, Quito |

| 9. prosince 2017 10:00 |       |           |                      |
| Peru                   | 1 : 6 | Argentina | Estadio Quito, Quito |
|                        |       |           | Estadio Quito, Quito |

| 9. prosince 2017 11:00 |       |         |                      |
| Uruguay                | 2 : 4 | Ekvádor | Estadio Quito, Quito |
|                        |       |         | Estadio Quito, Quito |

| 9. prosince 2017 19:00 |       |           |                      |
| Uruguay                | 2 : 0 | Argentina | Estadio Quito, Quito |
|                        |       |           | Estadio Quito, Quito |

| 9. prosince 2017 20:00 |       |         |                      |
| Peru                   | 0 : 1 | Ekvádor | Estadio Quito, Quito |
|                        |       |         | Estadio Quito, Quito |

## Vyřazovací fáze
|  | Semifinále                | Semifinále |                           |   | Finále | Finále |
|  | 10. prosince 2017 – Quito |            |                           |   |        |        |
|  |                           |            |                           |   |        |        |
|  | Ekvádor (pen.)            | 3 (3)      |                           |   |        |        |
|  | Ekvádor (pen.)            | 3 (3)      | 10. prosince 2017 – Quito |   |        |        |
|  | Venezuela                 | 3 (1)      |                           |   |        |        |
|  | Venezuela                 | 3 (1)      | Ekvádor                   | 3 |        |        |
|  | 10. prosince 2017 – Quito |            | Ekvádor                   | 3 |        |        |
|  |                           | Argentina  | 4                         |   |        |        |
|  | Argentina                 | Argentina  | 4                         | 5 |        |        |
|  | Argentina                 |            |                           | 5 |        |        |
|  | Mexiko                    | 2          |                           |   |        |        |

#### Semifinále
| 10. prosince 2017 |                  |           |                      |
| Ekvádor           | 3 : 3 3 : 1 pen. | Venezuela | Estadio Quito, Quito |
|                   |                  |           | Estadio Quito, Quito |

| 10. prosince 2017 |       |        |                      |
| Argentina         | 5 : 2 | Mexiko | Estadio Quito, Quito |
|                   |       |        | Estadio Quito, Quito |

#### Finále
| 10. prosince 2017 |       |           |                      |
| Ekvádor           | 3 : 4 | Argentina | Estadio Quito, Quito |
|                   |       |           | Estadio Quito, Quito |